# Давідешть (Олт)
Давідешть, Давідешті (рум. Davidești) — село у повіті Олт в Румунії. Входить до складу комуни Спінень.
Село розташоване на відстані 124 км на захід від Бухареста, 35 км на північний схід від Слатіни, 74 км на північний схід від Крайови, 132 км на південний захід від Брашова.

## Населення
За даними перепису населення 2002 року у селі проживали 108 осіб. Усі жителі села рідною мовою назвали румунську.
Національний склад населення села:
| Національність | Кількість осіб | Відсоток |
| -------------- | -------------- | -------- |
| румуни         | 103            | 95,4%    |
| цигани         | 5              | 4,6%     |